# Laguna Blanca (Paraguay)
Laguna Blanca es un sitio ecológico y turístico del Paraguay, que comprende un establecimiento agrícola-ganadero y turístico, con un lago que tiene la particularidad de estar asentado sobre arena calcárea lo cual hace que sea totalmente transparente, y que cualquiera, con elementos de buceo pueda ver claramente los peces y plantas incluso en los sitios de más de 7 metros de profundidad.
En virtud al decreto nro. 3893 de fecha 3 de febrero de 2010 fue declarada "Área Silvestre Protegida bajo dominio Privado", incluyendo 804 hectáreas, lo cual implica un mayor interés y control de las autoridades respecto a esta Área Silvestre.

## Ubicación

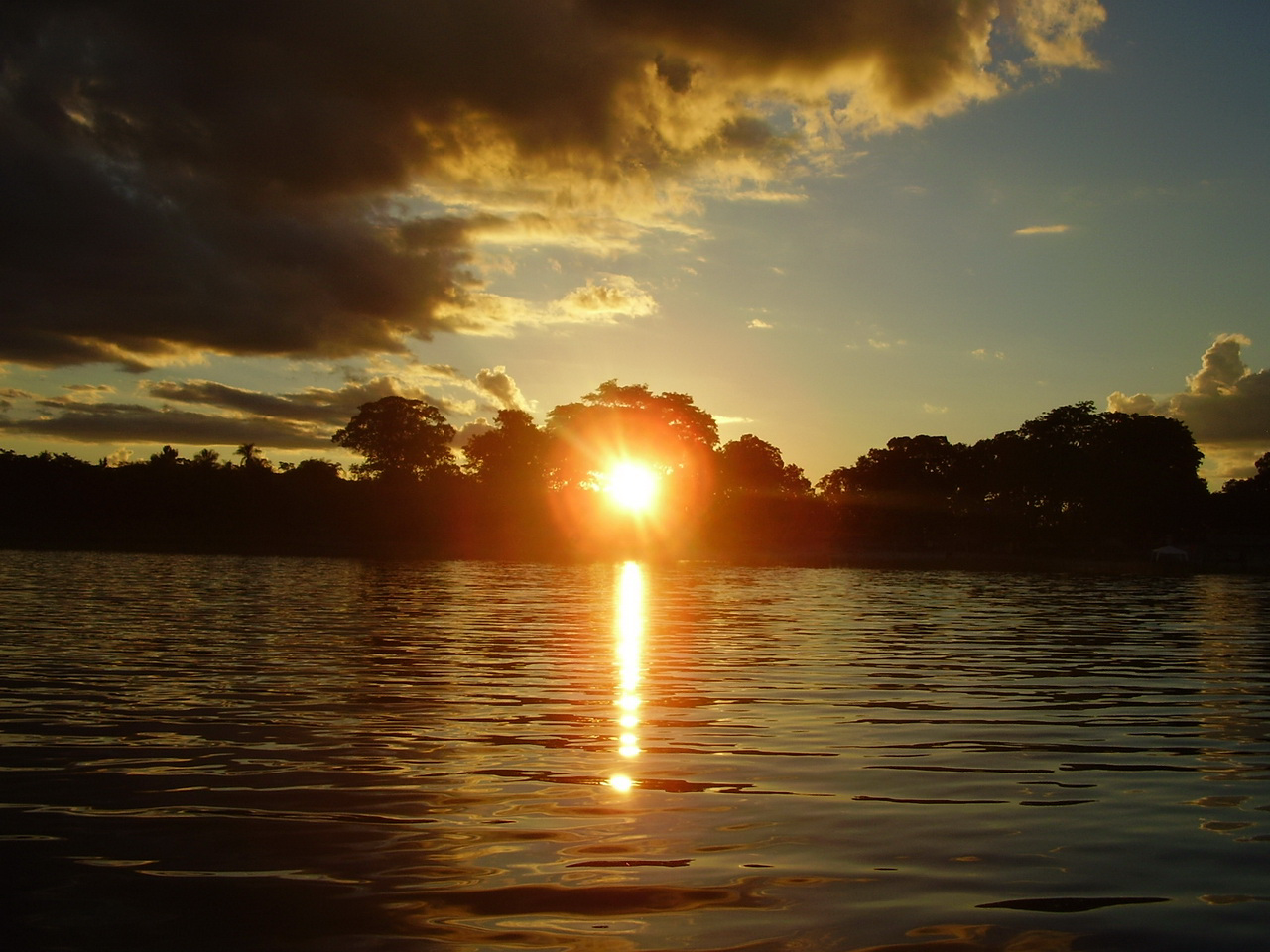
Atardecer en la Laguna Blanca.

Se encuentra en el segundo departamento de la República del Paraguay, San Pedro, en el distrito de Santa Rosa del Aguaray, al este de la ciudad de Santa Rosa del Aguaray, a unos 28 km.

## Descripción
La Laguna Blanca es un espejo de agua de 147 hectáreas aproximadamente. Es considerado por los especialistas como el único lago natural del país, pues posee estratificación térmica, una profundidad de más de 7 metros y surgentes propia. Sus aguas son cristalinas y las playas de arena blanca. 
Existen cuatro propiedades privadas y una reserva del estado que lindan con el lago. En las propiedades privadas se desarrollan actividades agropecuarias. La reserva del estado, inicialmente con una superficie de 70 hectáreas, fue ocupada en gran parte por campesinos e incluso luego vendida en parte, en forma de derechos de ocupación, a empresarios vecinos de la zona. De la reserva solamente queda una pequeña superficie que linda con el lago.

## Trascendencia Ecología

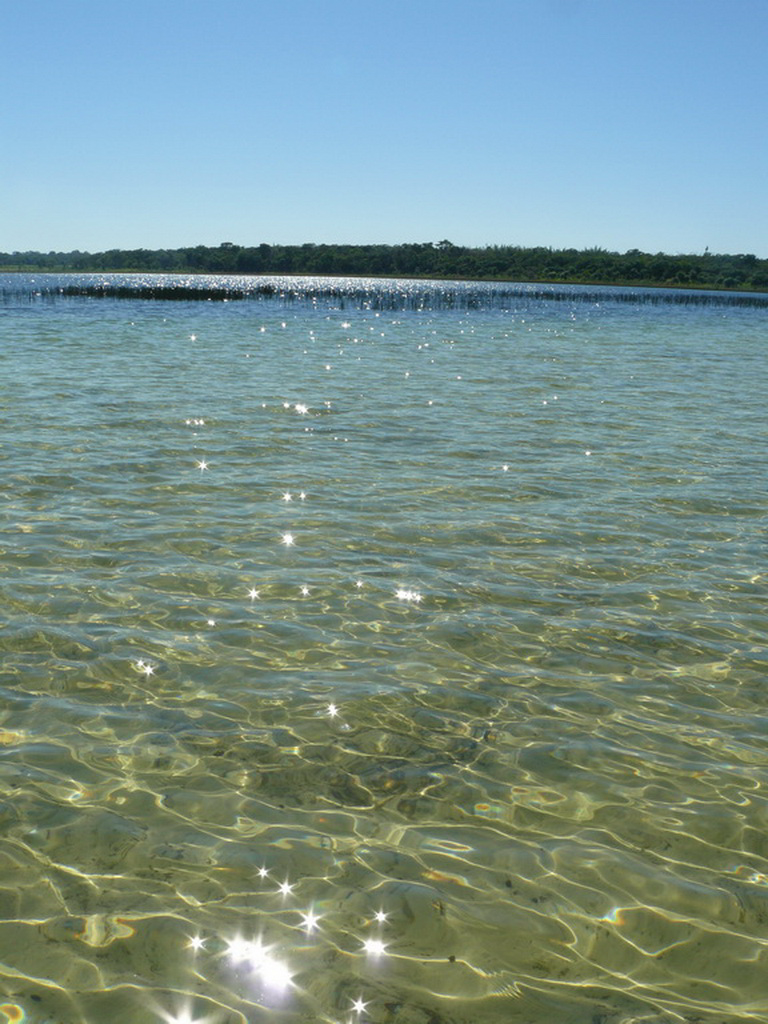
Lago estrellado.

Ha sido identificada como un área prioritaria para la conservación en el Plan Estratégico del Sistema Nacional de Áreas Silvestres Protegidas (SINASIP) (Ley 352/94). Actualmente se encuentra en proceso su declaración como Patrimonio Natural del Paraguay, promovido por IDEA (Instituto de Desarrollo y Economía Ambiental). Sería el segundo recurso natural que obtenga esa declaración; el primero lo fue el río Jejuí.
Desde el punto de vista de la presencia de aves nativas del Paraguay, es uno de los sitios más estudiados por la ornitología moderna a nivel nacional. Hasta el momento se han registrado 283 especies de aves en Laguna Blanca que, de por sí, constituye uno de los sitios más representativos del ecosistema llamado Cerrado en el Paraguay. Es solo comparable con el Parque nacional San Luis y con la Reserva Natural del Bosque Mbaracayú, en términos de especies de aves que sólo se encuentran en ese ecosistema. El Cerrado en Laguna Blanca es de excelente dimensión, el bosque remanente está relativamente íntegro e incluye un buen número de nacientes de agua.
En lo que respecta a las especies ictícolas, existen peces de pequeño tamaño, como pirañas, tare'ýi, y una variedad de pequeños piky, que pueden ser divisados a simple vista.
Según información oficiosa del Ministerio de Minas y Energía de Paraguay, así como también de la oficina de recursos hídricos de la Secretaría del Ambiente, específicamente toda esa zona arenosa en torno a la laguna es área de recarga del Acuífero Guaraní, pues el suelo permeable permite filtrar y alimentar la reserva de agua de este gran acuífero con las aguas de lluvia.
Se ha hecho una Evaluación Ecológica Rápida, donde se habla de la edad y tipo de suelo del lugar, además de especies de fauna y flora interesantes como el mbói yaguá (eunectes murinus) y la drosera (planta carnívora). Este estudio está en poder de Natural Land Trust entidad que se halla abocada a la realización del justificativo técnico para la declaración de reserva privada.

## Turismo Rural

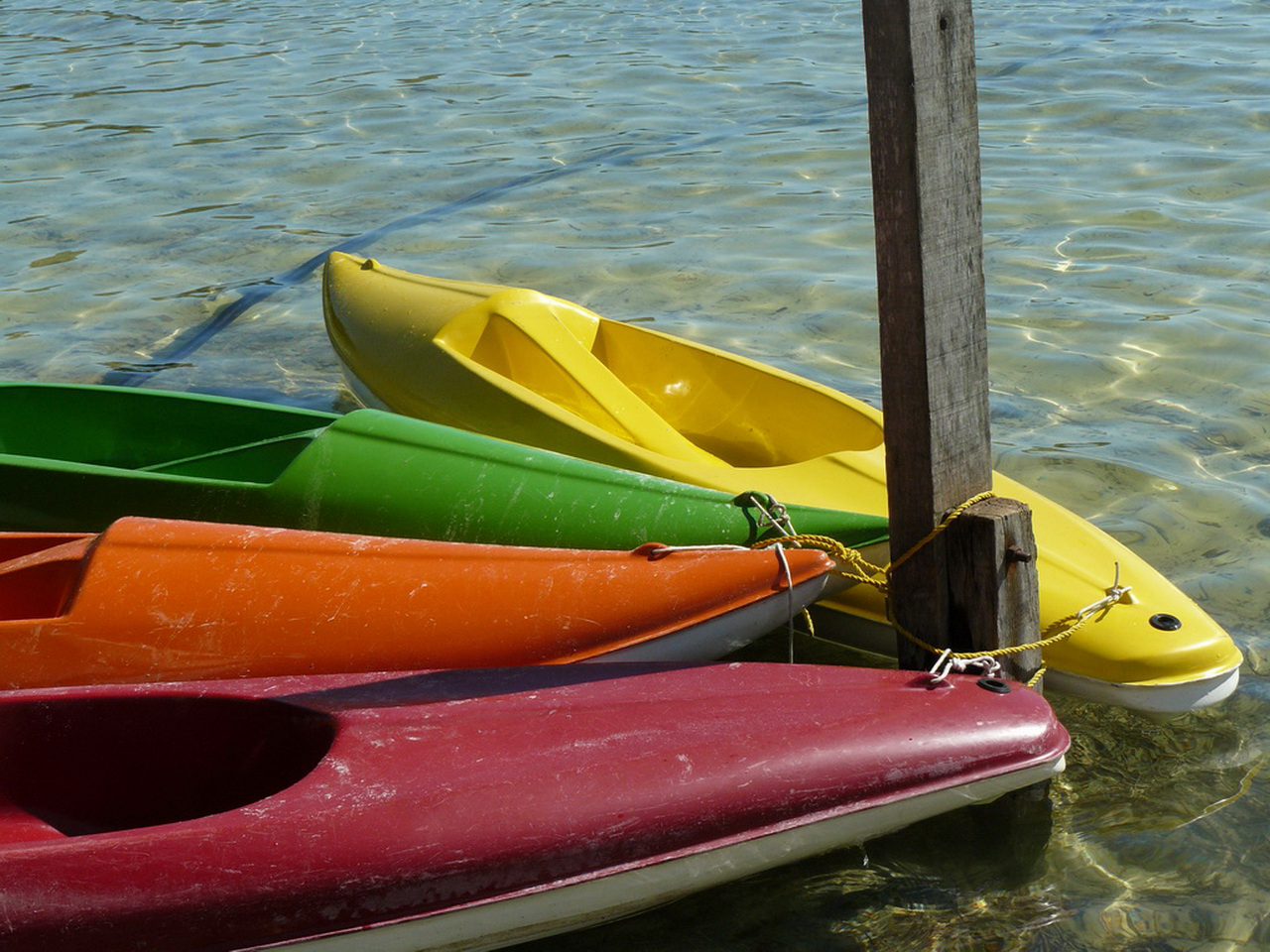
Kayak en el muelle.

En el Rancho Laguna Blanca, propiedad de la familia Duarte; se desarrollan desde el año 1997 actividades de turismo rural. El Rancho Laguna Blanca es miembro de la APATUR (Asociación Paraguaya de Turismo Rural) desde su fundación y desarrolla interesantes propuestas para los visitantes. Actualmente se encuentra en proceso de declaración de Reserva Natural Privada con el apoyo de las organizaciones no gubernamentales (ONG), Red Paraguaya de Conservación en Tierras Privadas, especialmente con el apoyo de IDEA, Natural Land Trust y Guyrá Paraguay. 
La divulgación de importantes descubrimientos realizados en este bello rincón del Paraguay ha permitido darle un estatus internacional que atrajo a un número creciente de científicos y ecoturistas internacionales que la visitaron en los últimos años. Un reconocimiento internacional es que la propiedad ha sido declarada “Área de Importancia para la Conservación de las Aves”, IBA por sus siglas en inglés (Important Birds Areas), por los expertos nacionales en ornitología para lo cual se le ha asignado el código PY030 Laguna Blanca. El programa internacional de IBA es ideado por Birdlife Internacional, organización líder en el mundo en el conocimiento sobre las aves y su conservación, de la cual Guyra Paraguay es el representante en Paraguay.

## Actividades para los visitantes

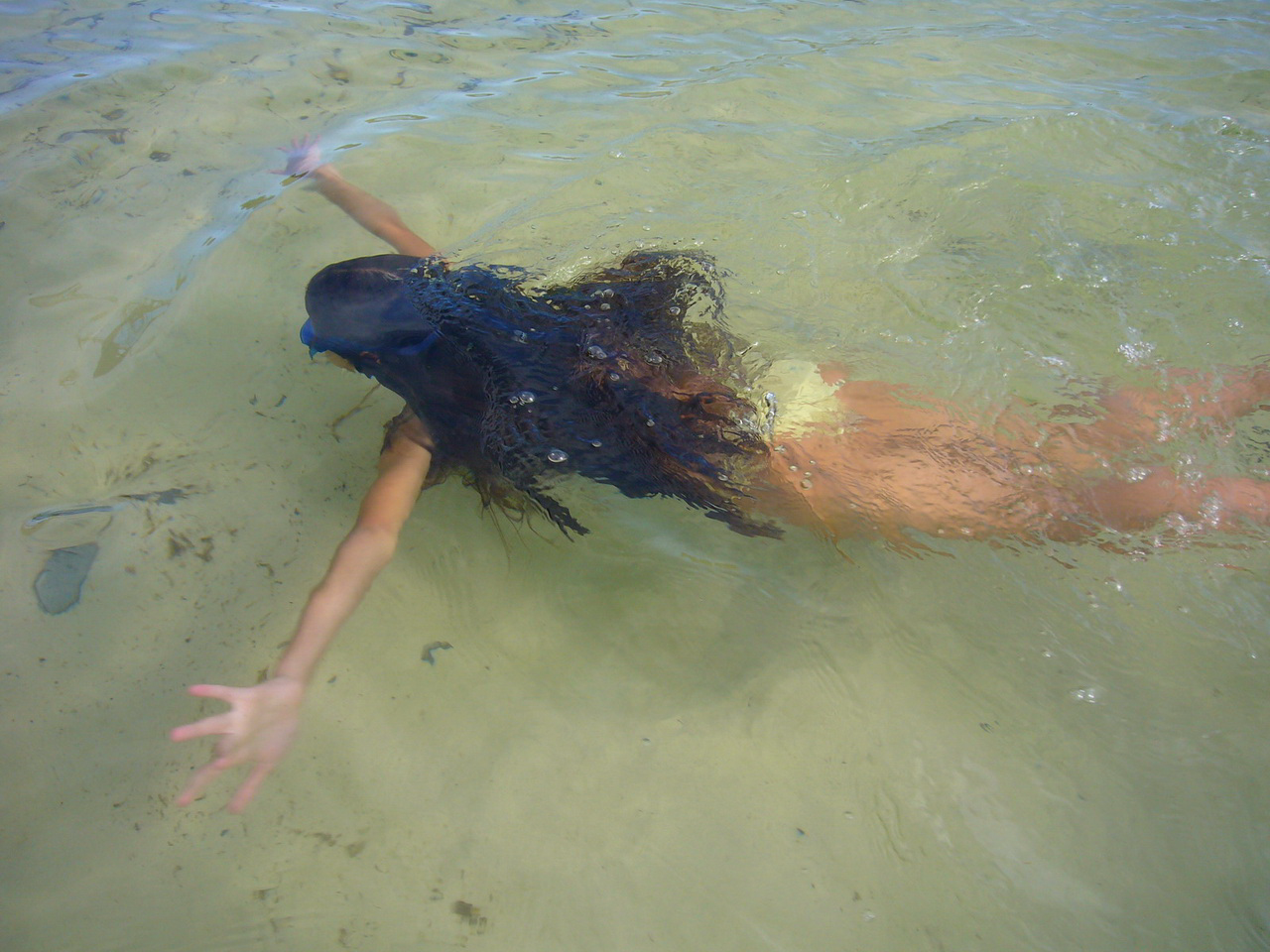
Transparente agua de Laguna Blanca.

Las actividades para los grupos de personas que realizan cámpings o que quedan en los alojamientos, son variadas, e incluyen caminatas, vóley y fútbol de playa, paseos a caballo, carreta, paseos en botes y kayaks, buceo de superficie y buceo de profundidad, natación, pesca, observación de vida silvestre, safari fotográfico, deportes acuáticos, paseos a las dunas.
Solo están permitidas actividades que no riñan con la interacción con este medio natural.
Las actividades que necesitan de guías específicos deben ser agendadas con anticipación.

## Servicios
Cuenta con área de camping, con capacidad aproximada para 40 familias, además cuenta con alojamiento en vivienda rústica con desayuno, almuerzo, merienda y cena, con énfasis en las comidas típicas paraguayas. 

## Cómo llegar
La Estancia Laguna Blanca se encuentra en el extremo noreste del Departamento de San Pedro. Se llega desde Asunción, tomando el acceso Norte, hacia Arroyos y Esteros, luego se empalma con la Ruta 3 (Acceso Norte) y se sigue hasta el cruce Santa Rosa (a 270 km de Asunción) y desde allí se toma un ramal que no está pavimentado, de 27 km hacia el Este. Con buen tiempo, el acceso por esta ruta puede hacerse con auto; sino debería ser con vehículos altos.
Existen líneas de ómnibus que parten de Asunción hacia San Pedro o Pedro Juan Caballero. Uno debe bajarse en el desvío Santa Rosa, y tomar ómnibus que van hacia Santa Bárbara, cuya frecuencia es limitada (no se recomienda realizar este recorrido sin conocer previamente el Rancho).

## Área Silvestre Protegida
En virtud al decreto nro. 3893 de fecha 3 de febrero de 2010 fue declarada "Area Silvestre Protegida bajo dominio privado", incluyendo  804 hectáreas, lo cual implica un mayor interés y control de las autoridades respecto a esta Área Silvestre. También esto implica la existencia de un plan de manejo del área, que tiene que ser estudiado y aprobado por las autoridades ambientales respectivas. 
Esta concesión tiene una duración de 5 años, renovable.